# Brahim Fritah
Brahim Fritah est un réalisateur franco-marocain né à Paris en 1973.

## Biographie
Après ses études à l'ENSAD (section vidéo / photo), Brahim Fritah a réalisé plusieurs courts métrages, dont La Femme seule, où le recours à la métonymie vise à exprimer « l'univers d'une femme togolaise victime de l'esclavage moderne ».
Son premier long métrage, Chroniques d'une cour de récré, est sorti en 2013.

## Filmographie

### Courts métrages
- 1999 : Chroniques d'un balayeur
- 2005 : La Femme seule (prix spécial du jury au Festival international du court métrage de Clermont-Ferrand 2005)[3]
- 2005 : Le Train
- 2008 : Le Tableau
- 2011 : Une si belle inquiétude
- 2014 : Les Fantômes de l'usine
- 2018 : Allonge ta foulée

### Long métrage
- 2013 : Chroniques d'une cour de récré